# 台北府城東門

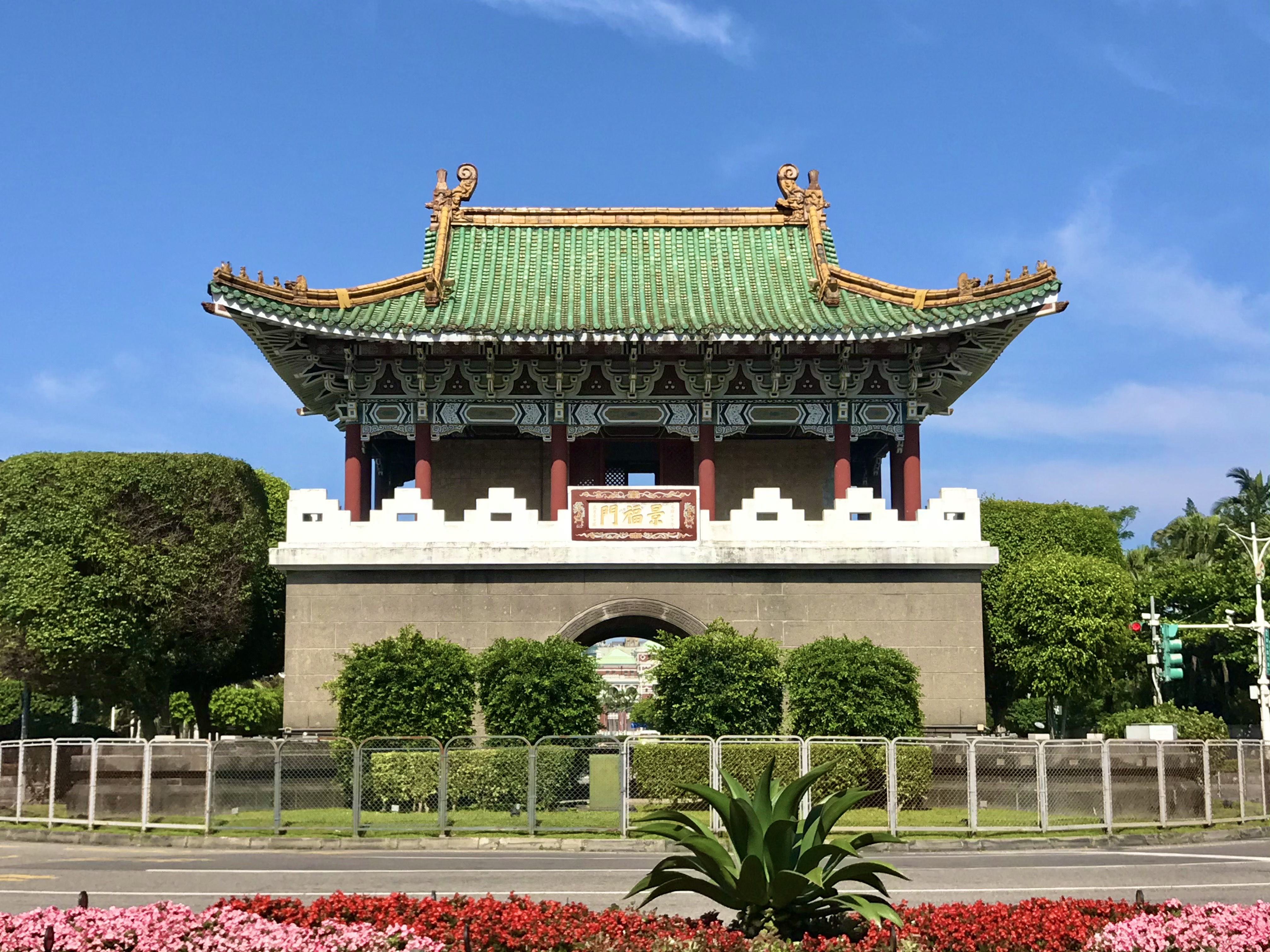
東門

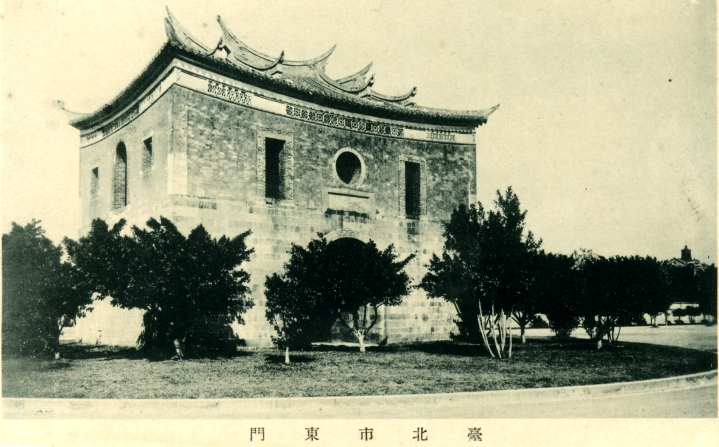
昔の姿

台北府城東門（正式名称：景福門）は、かつてあった台北城の門のひとつ。台北市中正区に現存しており、中山南路と信義路の交わる箇所の路上に位置する。MRTに東門駅があるがこれは最寄り駅とは言い難く、至近は中正紀念堂駅（から徒歩5分）。国の第一級古蹟として認定されている。ただし、現在の東門は中国国民党政権により立て替えられたものである。それまでの建設当初からの門は取り壊され、新たに中国北方の様式をもって建設された。石材、レンガ、木で建てられている。
呼称は資料によって揺れがあり、中華民国（台湾）の文化部文化資産局では史跡の登録名として台北府城門－東門（臺北府城門－東門）とし、また台北を扱う文脈上では単に東門と表記される。また、日本統治時代には東を向いていることから、照正門とも呼ばれていた。2層構造になっており、下層部はゲートがあり通り抜け可能な構造であるが、現状は設置場所がロータリーの真ん中（中州のような場所）にあたるうえに、周囲もフェンスで囲われているため立ち入りはできない。
清朝の治下であった1879年から1884年にかけて建設された。台湾北部の要ともいえる港である基隆へと通じている門となることから、重要視され特に力を入れて建設された。昔の写真を見ると、現在も往時の姿をとどめている北門と様式は一緒だが、東門は側面にも3つの窓が設けられていることが分かる。日本による台湾統治の時代においても門から伸びていた市壁は撤去されたものの東門自体はそのまま残された。第二次世界大戦が終戦を迎え日本が去るとやがて中華民国政府は1966年にかけて先述した東門の改修を行ったが、この改修というより建て替えによって東門はもはや原型を留めておらず、上部には国民党の党徽まで付いている有様であった。1982年、台北市議会議員であった陳水扁らはこの党徽についての指摘を行った。1998年9月3日付け公示で史跡として保護されることとなった。2009年6月12日、台北市文化局の決定により門の上部にあった党徽は消された。現在の評価としては、現存している4つの門（北門、小南門、南門、東門）のうちでは北門と並んで有名とされている。
周辺の施設・名所
以下の施設、名所が東門の近辺に位置している。
- 総統府
- 凱達格蘭大道
- 中正紀念堂